# Frédérique Sgarbossa
Frédérique Sgarbossa (Gatineau, 9 de enero de 2005) es una deportista canadiense que compite en gimnasia artística. En los Juegos Panamericanos de 2023 obtuvo una medalla de bronce en la prueba por equipo.

## Palmarés internacional
| Juegos Panamericanos | Juegos Panamericanos | Juegos Panamericanos | Juegos Panamericanos |
| Año                  | Lugar                | Medalla              | Prueba               |
| -------------------- | -------------------- | -------------------- | -------------------- |
| 2023                 | Santiago (Chile)     | Medalla de bronce    | Concurso por equipos |